# Tanjung Seluai
Tanjung Seluai is een bestuurslaag in het regentschap Seluma van de provincie Bengkulu, Indonesië. Tanjung Seluai telt 685 inwoners (volkstelling 2010).